# 1512
Rok 1512 (MDXII) byl přestupný rok, který podle juliánského kalendáře započal čtvrtkem. 
Podle židovského kalendáře došlo k přelomu let 5272 a 5273. Podle islámského kalendáře započal dne 29. března rok 918. 

## Události

### Leden – Červen
- 18. února – Válka ligy z Cambrai: Francouzi rabují město Brescia
- 11. dubna – Bitva u Ravenny: Francouzské vojsko pod vedením Gastona z Foix poráží španělskou armádu. Gaston však během tohoto boje umírá.
- 03. května – Tohoto dne se sešel Pátý lateránský koncil
- 12. května – Thomas Howard, 2. vévoda z Norfolku, se vydává s anglickým vojskem do Francie, kde vypálil město Brest.
- 26. května – Po smrti osmanského sultána Bájezída II. se novým sultánem stává jeho syn Selim I.

### Červenec – Prosinec
- 23. července – Sten Sture mladší byl zvolen regentem Kalmarské unie
- 10. srpna – Bitva u Saint-Mathieu: Anglické námořnictvo poráží francouzsko-breťanskou flotilu. Obě námořnictva použily lodě střílející z děl přes přístavy a každé z nich ztrátilo svou hlavní loď.
- 19. října – Martin Luther se stává doktorem teologie
- 21. října – Martin Luther nastupuje na teologickou fakultu na univerzitě ve Wittenbergu, dnes známou jako Univerzita Martina Luthera
- 01. listopadu – Michelangelo dokončil malbu Sixtinské kaple, která je poprvé v nové podobně otevřena veřejnosti
- 27. prosince – Španělská koruna podepisuje zákon, který nařizuje, jak se mají osadníci Nového světa chovat k původnímu obyvatelstvu. Cílem bylo Indiány ochránit.

### Probíhající události
- 1508–1516 – Válka ligy z Cambrai
- 1510–1514 – Hvarské povstání
- 1512–1517 – Pátý lateránský koncil

## Vědy a umění
- 1. listopad – Veřejnosti byla představena výzdoba stropu Sixtinské kaple, kterou namaloval Michelangelo.
- vychází šachová učebnice Questo libro è da imparare giocare a scacchi a de la partite mistra Damiana da Odemira

## Narození

### Česko
- 30. dubna – Jiří II. Minsterbersko-Olešnický, kníže z rodu pánů z Poděbrad († 31. ledna 1553)

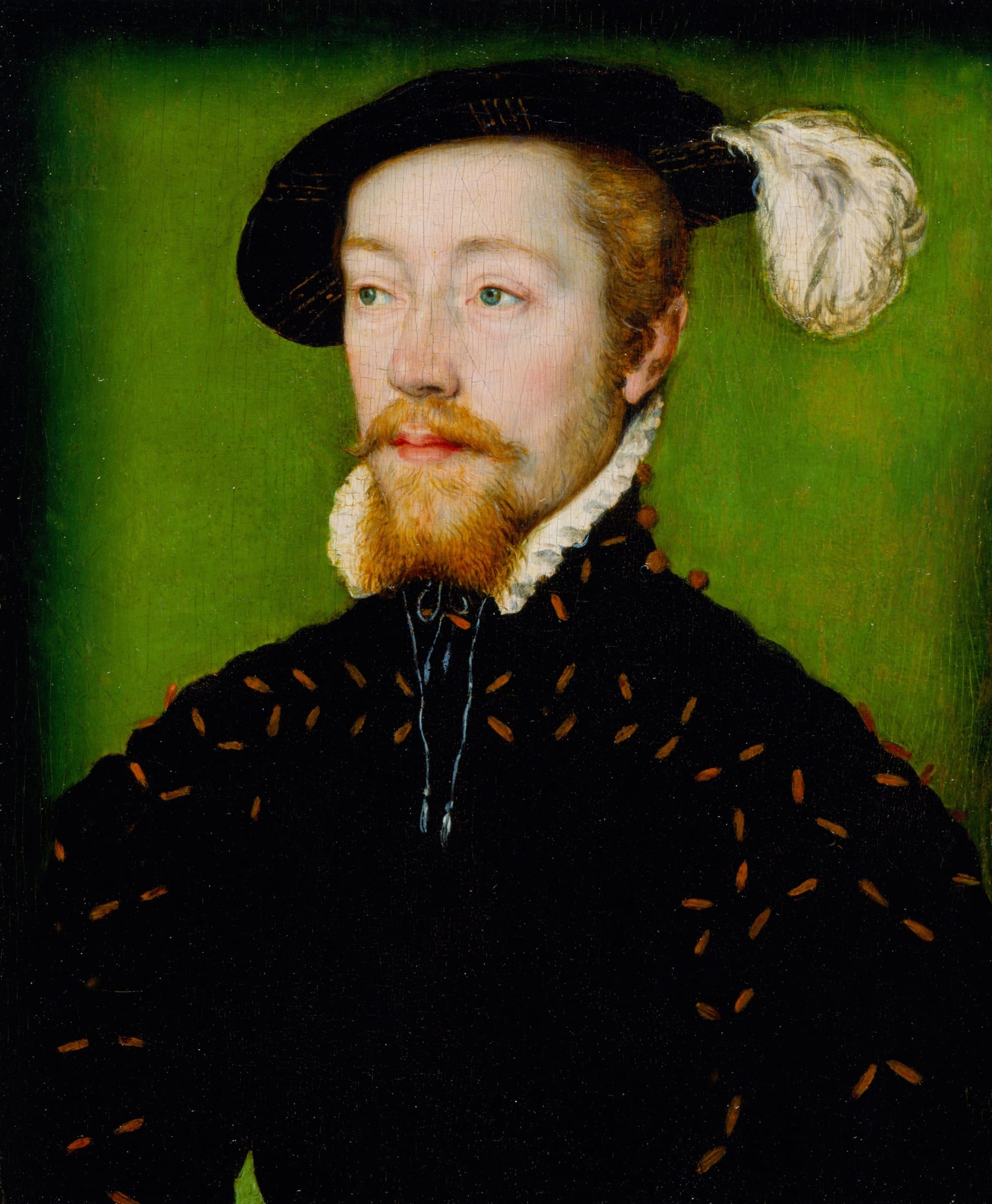
Jakub V. Skotský (* 10. dubna)

### Svět
- 06. ledna – Gaspar de Quiroga, španělský římskokatolický duchovní († 20. listopadu 1594)
- 31. ledna – Jindřich I. Portugalský, portugalský král († 31. ledna 1580)
- 05. března – Gerhard Mercator, vlámský kartograf a matematik († 2. prosince 1594)
- 10. dubna – Jakub V. Skotský, král skotský († 14. prosince 1542)
- 25. července – Diego de Covarrubias, španělský právník, politik, biskup († 27. září 1577)
- 04. listopadu – Chu Cung-sien, politik a vojevůdce působící v čínské říši Ming († 25. listopadu 1565)
- neznámé datum
  - Jerónimo Zurita, španělský historik († 3. listopadu 1580)
  - Mikuláš Radziwiłł, polsko-litevský šlechtic († 27. dubna 1584)
  - Prospero Fontana, italský renesanční malíř († 1597)
  - Kateřina Parrová, šestá žena Jindřicha VIII. († 5. září 1548)
  - Isabela Navarrská, navarrská princezna († 1560)
  - Devlet I. Geraj, krymský chán († 1577)
  - Üveys Paša, osmanský princ a syn sultána Selima I. († 1548)
  - Mao Kchun, čínský spisovatel, sběratel a politik mingského období († 1601)

## Úmrtí

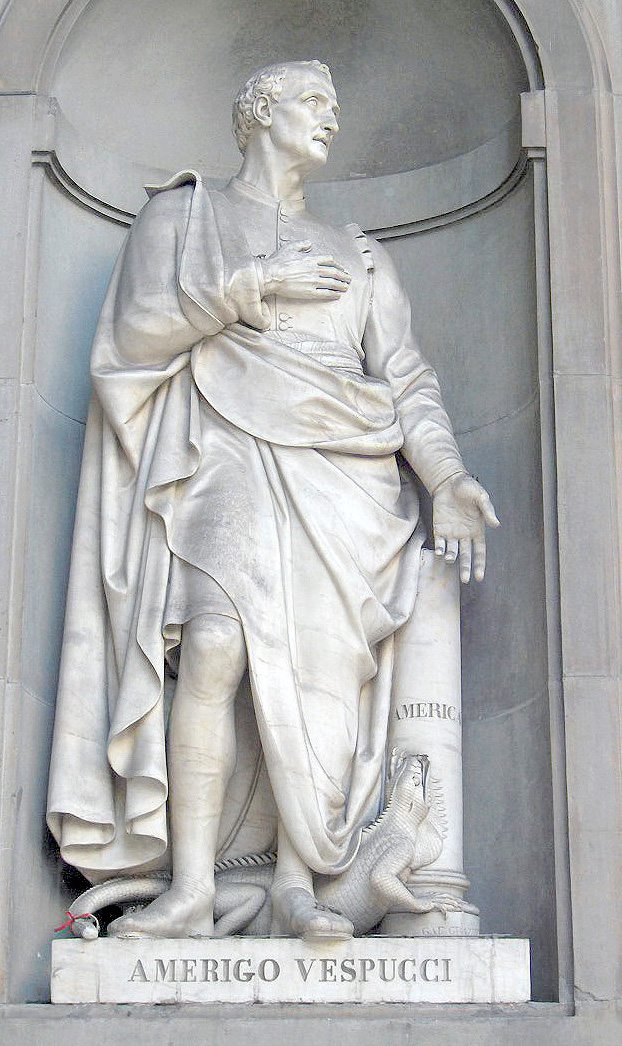
Amerigo Vespucci († 22. února)

- 22. února – Amerigo Vespucci, italský cestovatel a objevitel (* 9. března 1451 nebo 1454)
- 26. května – Bajezid II., turecký sultán (* 3. prosince 1447)
- 05. října – Žofie Jagellonská, polská princezna (* 4. května 1464)
- 31. října – Anna Saská, saská princezna a braniborská kurfiřtka (* 7. března 1437)
- neznámé datum
  - leden – Francesco Maria Sforza, milánský šlechtic (* 30. ledna 1491)
  - Marin Barleti, albánský historik a katolický kněz (* asi 1450)
  - Hans Getzinger, rakouský stavitel, kameník, architekt (* ?)
  - Koca Mustafa Paša, osmanský státník a velkovezír (* ?)

## Hlavy států
- České království – Vladislav Jagellonský
- Svatá říše římská – Maxmilián I.
- Papež – Julius II.
- Anglické království – Jindřich VIII. Tudor
- Francouzské království – Ludvík XII.
- Polské království – Zikmund I. Starý
- Uherské království – Vladislav Jagellonský
- Perská říše – Ismail I.
- Osmanská říše – Bajezid II., po jeho smrti Selim I.